# Natalia Fidel
Natalia Fidel (Buenos Aires, 2 de febrero de 1978) es una licenciada en ciencias políticas, profesora universitaria y política argentina que actualmente ocupa el cargo de diputada de la Ciudad Autónoma de Buenos Aires y vicepresidente de la Fundación Confianza Pública.

## Biografía
Nació en Buenos Aires en el mes de febrero del año 1978, hija de la también política Ester Fandiño y Julio Fidel. Realizó sus estudios primarios y secundarios en la Saint Andrew's Scots School y obtuvo el grado de Licenciada en Ciencias Políticas en la UDESA. Posteriormente, a través de una beca Chevening realizó una maestría en políticas públicas en la LSE en la ciudad de Londres. Está casada y tiene dos hijos.
Fue Directora de Proyecto de Reforma del Estado del Centro de Implementación de Políticas Públicas para la Equidad y el Crecimiento (CIPPEC) y Directora Ejecutiva de la Fundación Unidos del Sud.
Entre 2009 y 2015 se desempeñó como consultora política asociada en la firma ePolitics Consulting y fue Directora del Instituto Política y Democracia de la Fundación Sociedad de la Información para las Américas.

## Carrera política

### Inicios
Entre 2006 y 2007 fue Jefa de Asesores del diputado nacional Francisco De Narváez.
En las elecciones de 2007 fue candidata a legisladora de la Ciudad de Buenos Aires acompañando a la fórmula que postulaba a Mauricio Macri como Jefe de Gobierno y a Gabriela Michetti como Vicejefa, aunque no accedió a una banca.

### Diputada de la Ciudad de Buenos Aires
En el año 2015 volvió a postularse para el mismo cargo integrando, como extrapartidaria, la lista de candidatos que adhería a la candidatura de Martín Lousteau y Fernando Sánchez, resultando electa y asumiendo como diputada el 10 de diciembre de ese mismo año. En 2016 fue elegida Presidente de la Comisión de Reforma Política de la Legislatura de la Ciudad de Buenos Aires, desde donde impulsó distintas leyes entre las cuales se destacaron la modificación de la Ley 104 de Acceso a la Información Pública, la Ley de Debate Público y Obligatorio de Candidatos y el Código Electoral de la Ciudad Autónoma de Buenos Aires.
Como vocal de la Comisión de Justicia del Poder Legislativo porteño impulsó la Ley de Abogado Oficial de las Víctimas de Delitos, finalmente incorporada en el marco de la reforma del Código Procesal Penal de la Ciudad de Buenos Aires sancionada el 4 de octubre de 2018. Asumió un fuerte compromiso con familiares y víctimas de delitos, realizando homenajes a diversas víctimas de homicidio entre las que se destacan los estudiantes Ángeles Rawson y Eduardo Cicchino y el ciclista y programador Pablo Tonello.
También impulsó la declaración de interés jurídico a la Asociación Civil Usina de Justicia que preside la filósofa Diana Cohen Agrest, cuyo hijo, Ezequiel Agrest, fuera asesinado en 2011 y la declaración de interés social a la Asociación Civil María de las Cárceles, que promueve la reinserción social y laboral de delincuentes que cumplen su condena.
En 2018 pasó a integrar el Partido Confianza Pública, que preside la diputada nacional y ex ministra de Salud Graciela Ocaña. Fue reelecta en su cargo en 2019, como parte de la Alianza Vamos Juntos, liderada por Horacio Rodríguez Larreta y Diego Santilli. En 2020 fue elegida Presidente de la Comisión de Relaciones Interjurisdiccionales del parlamento capitalino.

#### Principales iniciativas legislativas
Al mes de julio de 2021 lleva presentadas 373 iniciativas parlamentarias entre proyectos de ley, resolución y declaración, destacándose entre ellos:
- Régimen General de Gestión de Intereses (Lobby)[18]

### ¨Precandidatura al Parlasur
En las elecciones primarias de 2023 fue segunda precandidata suplente al Parlamento del Mercosur por el Distrito CABA integrando la boleta presidencial encabezada por Horacio Rodríguez Larreta y secundando en la nómina a Soledad Acuña y Roy Cortina. Fueron derrotados en la interna por la lista encabezada por Federico Andahazi.